# Station Bourbourg
Station Bourbourg is een spoorwegstation in de Franse gemeente Broekburg op de lijn spoorlijn Coudekerque-Branche - Les Fontinettes. Het wordt bediend door de treinen van de TER-Hauts-de-France. De spoorlijn Watten-Éperlecques - Bourbourg werd al in 1940 onderbroken en daarna gesloten.